# Palau de Rubalcava
El Palau dels Marquesos de Rubalcava o Palau Rubalcava és un palau oriolà que antigament era propietat de la família Sagredo Bassieres i Heredia, marquesos de Ruvalcaba. En la dècada de 2010, va ser adquirit per l'ajuntament d'Oriola, actual propietari, com a lloc de grans recepcions a la ciutat. En l'actualitat, en la seua planta baixa es troba l'oficina central de turisme d'Oriola.

## Història
El Palau va ser construït pels anys 1930, al solar que va quedar després de derruir-se la Casa Abacial de l'església de Sant Jaume. Va pertànyer a la família del marqués de Rubalcava i va ser la seua residència. Va ser adquirit per l'Excm. Ajuntament d'Oriola el 1981, amb l'objectiu de conservar i poder oferir al públic el seu interior i per donar-li un ús social i cultural.
El 1981, s'instal·la en ell l'oficina municipal de turisme. No obstant això, aquest no ha sigut l'únic ús que ha tingut, ja que en 1982 l'Associació de Festes de Moros i Cristians Santas Justa y Rufina va utilitzar part de la seua planta baixa com a seu; el 1986 es va convertir el Museu Arqueològic i el 1990, es va utilitzar com a seu del Departament Municipal de Serveis Socials.
El Palau de Rubalcava va ser inclòs en el seu moment en la «Guia Provisional d'Arquitectura d'Oriola» a causa del seu interés arquitectònic, editada per la Comissió d'Arxiu Històric del Col·legi d'Arquitectes d'Alacant. Actualment, figura al Catàleg del Pla Especial de Protecció del Nucli Històric d'Oriola.

## Descripció
L'edifici consta de tres plantes principals amb petites entreplantes. Al principi, la planta baixa era utilitzada com un despatx, habitatge dels propietaris i cotxeres. La primera planta, que constitueix la zona principal del palau, l'ocupen una sèrie d'ostentosos salons. També s'hi trobava la cuina principal. A la segona planta es trobaven els dormitoris de la família marquesal i en una entreplanta, una segona cuina.
A banda, el palau consta dels jardins amb un reixat de ferro sobre murs de mamposteria. Aquests murs contribueixen a aïllar l'edifici de l'exterior, alhora que proporcionen zones d'esbargiment, amb fonts i bancs de rajoles i ferro forjat.
L'edifici de va construir imitant l'esquema dels palaus barrocs oriolans. L'esquema que va seguir el palau Rubalcava d'aquests palaus oriolans és el de tindre un vestíbul il·luminat per una cúpula neobarroca de planta el·líptica i l'accedir-hi a la planta noble mitjançant una escala de marbre amb sòcol de rajoles valencianes.

## Col·leccions i estances del Palau
El palau del marqués alberga una important col·lecció de ceràmiques, principalment de Manises composta per fonts, plats, especiers, sotacopes... des del segle xviii.
Es mostren al públic en el seu estat original el vestíbul, l'escala i els salons de la primera planta.

### Escala principal
S'accedeix a ella a través d'un ampli vestíbul o entrada que reprodueix la tipologia dels vestíbuls dels palaus barrocs oriolans. Està cobert per dos treginats separats per un gran arc de mig punt de grans dimensions.
L'escala principal està coberta per una cúpula de mitjana taronja sobre petxines, decorades aquestes amb els escuts nobiliaris de la família en oli. Així mateix, presideix la mateixa diversos olis i un tapís del rei Felip III.

### Estrada o Hall
Per l'escala s'accedeix a la gran estrada o distribuïdor, cobert per un bell treginat de fusta tallada i orada. A través d'ell s'accedeix a l'escala que dona accés al segon pis al saló rosa i a la resta d'estances del palau. Està decorat amb pintures a l'oli, així com diversos tapissos amb escuts nobiliaris.

### Saló Rosa
Es tracta d'una de les estances del palau, d'estil neobarroc. Està decorada per diverses obres, entre elles El naixement de Crist, obra del segle xviii.
El mateix està decorat amb mobiliari estil Reina Anna entapissat en sedes roses. Així mateix, posseeix mobiliari barroc i un piano del segle xix realitzat en caoba.

### Sala de les Columnes
Es tracta d'una de les estances del palau decorada en la seua part final per columnes d'estil dòric, el mobiliari està decorat amb teles roges, la qual cosa dona un aspecte regi a l'estança. A més, es troben obres ceràmiques d'a partir del segle xviii procedents de França, Manises i València.

### Mirador
És una altra de les estances del palau que a l'exterior es tradueix en una balconada coberta, sostinguda per pilastres. Tota la balconada és d'estil plateresc.

### Altres estances
El palau posseeix altres estances com la Capella, diversos salons o els dormitoris situats al segon pis.
A les diferents habitacions que hi ha en aquesta planta se'ls ha aconseguit donar l'ambient just per estar en harmonia amb la funció que exercien i estar clarament diferenciades entre elles. Exemples d'això són el saló de ball, saló negre, el saló verd i la capella.
El saló de ball presenta un estil rococó; el saló negre presenta mobles sobris on alguns d'ells són d'estil castellà i renaixentista, el saló verd segueix l'estil imperi i, finalment, la capella segueix l'estil neogòtic, només per citar alguns exemples.
En elles es poden veure, a part del mobiliari, col·leccions de pintura, entre les quals destaquen multitud de llenços conservats de temes religiosos del segle xvii i xviii d'estil barroc; diversos gravats, escultures, ceràmiques, vidres, brodats, etc., tots aquests amb una cronologia entre el segle xvii i el segle xx. També hi destaca un conjunt d'arquimeses, carreus de diversos estils (renaixement, rococó, estil Imperi, reina Anna, estil provençal, estil castellà, etc.); a més d'importants obres pictòriques com la Sagrada Família de Pedro Camacho, l'Arca de Noé de l'Escola Francesa de Lorena, etc.).